# Accusativo di relazione
L'accusativo di relazione è una costruzione tipica della lingua greca, ma presente anche in altre lingue, come il latino e l'italiano, usata per esprimere mediante il caso accusativo un rapporto, per lo più di limitazione, fra due elementi. È così denominato in quanto indica in relazione a che cosa è valido l'enunciato; di fatto, può essere espresso in italiano con le locuzioni relativamente a, riguardo a, quanto a, in rapporto a, e simili. Spesso è definito anche accusativo alla greca, espressione che tuttavia è opportuno riservare a una forma particolare di accusativo di relazione.
In generale, il caso accusativo è utilizzato per esprimere, oltre all'idea di movimento, il concetto di estensione: nello spazio, nel tempo, nel grado, nell'ambito, ecc. Per questo motivo l'accusativo poteva essere usato per indicare sotto quale aspetto o entro quale limite debba considerarsi una qualità o un'azione".
Un classico esempio è la clausola omerica πόδας ὠκὺς Ἀχιλλεύς (pódas ōkýs Akhilleús) "il piè veloce Achille", letteralmente: "piedi veloce Achille", ossia "Achille, veloce quanto ai piedi" (con piedi in accusativo).
Pertanto, la struttura tipica del costrutto richiede almeno questi elementi: un primo sostantivo che indica la persona o l'elemento di cui si vuole limitare qualcosa (Achille); un predicato (veloce), di norma un aggettivo, che esprime la qualità che deve essere limitata; e un secondo sostantivo (i piedi) che definisce l'ambito in cui vale quella qualità. Si tratta quindi di un costrutto nominale, confrontabile con espressioni italiane del tipo sporco in faccia, rossa di capelli o povero di spirito, che hanno analogo valore limitativo.
Costrutto tipico è néos helikíen "giovane l’età". Altri esempi: Σωκράτης ἦν Ἀθηναῖος τὸ γένος (Sokrátes en Athenaîos to ghénos) "Socrate era ateniese per nascita"; Καῖσαρ ἦν τἡν σάρκα λευκός (Kaîsar en ten sárka leukós) "Cesare era bianco di carnagione".
In latino e in italiano la costruzione è più spesso impiegata con riferimento a parti del corpo o del vestiario, anche di entità personificate, e viene generalmente definito accusativo alla greca: si vedano più avanti i paragrafi dedicati.  

## Accusativo di relazione in latino
L'uso dell'accusativo di relazione in latino è piuttosto raro e grammaticalmente improduttivo. Le stesse funzioni relativizzanti sono svolte più comunemente sia dal genitivo e dall'ablativo di qualità, sia dagli ablativi di limitazione, di argomento, di origine, di causa ecc. In molti casi, peraltro, non risulta agevole distinguere un complemento oggetto da un accusativo di relazione, come dimostra anche l'incertezza delle grammatiche e dei dizionari nel trattamento di questi casi. Per questo è opportuno distinguere usi differenti dell'accusativo di relazione, riservando la definizione di accusativo alla greca solo all'ultima delle tipologie qui di seguito elencate.
1. Accusativo di relazione con i verba affectuum (i verbi di sentimento come doleo, maereo, queror, rideo, miror, ecc., generalmente intransitivi), per esprimere la cosa o la persona per cui quali si prova il sentimento. Esempi: suum fatum querebantur ("si lamentavano del loro destino", Cesare); rideo istos qui turpe existimant cum servo suo cenare ("rido di costoro che ritengono indegno consumare i pasti con il proprio schiavo", Seneca). Tuttavia, secondo alcuni grammatiche e dizionari, questi verbi intransitivi sarebbero utilizzabili anche come transitivi, e pertanto in questi casi l'accusativo sarebbe in realtà un semplice oggetto diretto.
2. Accusativo di relazione rappresentato da pronomi o aggettivi neutri come id, hoc, illud, istud, aliud, quod, quid, unum, multa, omnia, cetera, ecc., per definire il campo di validità di un predicato. Esempi: id maesta est ("è triste per questo", Plauto); cetera laetus ("lieto per ogni altra cosa", Orazio); omnia Mercurio similis ("in tutto simile a Mercurio", Virgilio); cetera assentior Crasso ("per tutto il resto concordo con Crasso", Cicerone). In particolare, con i verbi assolutamente impersonali (paenitet, pudet, piget ecc.), quando la cosa di cui ci si vergogna o ci si pente ecc. è espressa da un pronome neutro: nihil te miseret ("non provi compassione per nulla", Plauto); me quid pudeat? ("di che cosa mi dovrei vergognare?", Cicerone).[3]
3. Accusativo di relazione con i verbi che possono reggere un doppio accusativo (doceo, edoceo, celo, e alcuni verba rogandi: posco, reposco, oro, rogo, interrogo, ecc.). È il tipo doceo aliquem aliquid ("istruire qualcuno su qualcosa"): il primo accusativo, riferito alla persona, esprime l'oggetto diretto; il secondo, riferito alla cosa che viene insegnata, nascosta, richiesta ecc., rappresenterebbe un accusativo di relazione (parte dei grammatici, tuttavia, interpreta il doppio accusativo come due distinti complementi oggetti).
4. Infine, gli accusativi alla greca propriamente detti, sui quali si vedano i paragrafi seguenti.

## L'accusativo alla greca in latino
Nella grammatica del latino e dell'italiano, si definiscono accusativi alla greca gli accusativi di relazione usati in genere per descrivere l'aspetto fisico della persona e riferiti a parti del corpo o del vestiario, per lo più derivati da analoghe formule della lingua greca. In latino, un esempio tipico è virgo nuda pedes "una ragazza con i piedi nudi" (letteralmente: "nuda riguardo ai piedi"). Si notino le differenze grammaticali: in italiano, l'aggettivo nudi è concordato con piedi al plurale maschile; in latino invece nuda concorda con il soggetto virgo al nominativo singolare femminile, mentre pedes, al plurale, è l'accusativo di relazione, con valore limitativo.
Le attestazioni latine sono circoscritte all'uso poetico, specie dall'età di Augusto in poi. Un duplice esempio è nel seguente passo di Ovidio: Gnosis [...] nuda pedem, croceas inreligata comas, / Thesea crudelem surdas clamabat ad undas ("la fanciulla di Cnosso [Arianna], con i piedi nudi e le bionde chiome sciolte, gridava alle sorde onde il nome del crudele Teseo"). Analogo duplice esempio in Virgilio: [Venus] nuda genu, nodoque sinus collecta fluentis "con il ginocchio scoperto e le fluenti pieghe raccolte in un nodo" (Eneide, I, 320); ancora in Virgilio: lacrimis Lavinia ... / flagrantis perfusa genas "Lavinia con le guance che bruciavano di lacrime" (XII, 64-65).
Molti altri esempi di accusativo alla greca si rinvengono nelle Metamorfosi di Ovidio, dove è utilizzato anche con entità personificate: flava comas frugum mitissima mater "la mitissima madre delle messi bionda di capelli" (VI, 118); glacialis hiems canos hirsuta capillos "il gelido inverno con i bianchi capelli increspati" (II, 30); succincta comas hirsutaque vertice pinus "il pino con la chioma in cima raccolta e ispida" (X, 103).
Meno comunemente in latino, al posto dell'aggettivo può trovarsi un participio passato che regge l'accusativo (indutus "vestito", ictus "colpito", cinctus "cinto", ecc.): lacrimis oculos suffusa nitentis alloquitur Venus ("Venere parla con gli occhi lucenti bagnati di lacrime", letteralmente "bagnata di lacrime negli occhi lucenti"); Notus ... evolat terribilem picea tectus caligine vultum ("Noto vola con il terribile volto coperto di caligine nera", letteralmente "coperto quanto al volto..."); miles fractus membra labore ("un soldato ... con le membra sfiancate dalla fatica"); altri esempi con saucius "ferito".

## L'accusativo alla greca in italiano
Posto che l’influsso greco sulla lingua italiana si è esercitato soprattutto sul lessico, l’accusativo di relazione rappresenta un isolato fenomeno di grecismo sintattico, mediato in ogni caso dal latino letterario per lo più di epoca augustea. Per tale ragione l’accusativo alla greca in italiano è raro: si diffonde nel linguaggio poetico neoclassico ed è impiegato quasi solo in poesia da autori che maggiormente si richiamano alla classicità.
Un primo esempio è già in Gabriello Chiabrera (1552-1638): "le Ninfe [...] sulle piagge erbose / menino danze i puri seni ignude". Ma l'esempio più noto è il manzoniano "Sparsa le trecce morbide / sull'affannoso petto" (Adelchi, atto IV, secondo coro), in cui l'aggettivo o participio sparsa è concordato al femminile singolare con la persona che viene descritta (la pia, cioè Ermengarda), mentre il complemento di limitazione è espresso dalle trecce morbide, che rappresenterebbe l'accusativo (senza alcuna preposizione: l'unico modo per segnalare l'accusativo in una lingua priva di declinazione dei casi, come l'italiano). Si osservi che la medesima costruzione è presente nelle espressioni coordinate immediatamente seguenti: lenta le palme ("con le mani rilassate") e rorida di morte il bianco aspetto ("con il pallido volto rorido di morte"). Un esempio è anche nel coro dell'atto III: "Ansanti li vede, quai trepide fere, / irsuti per tema le fulve criniere" (ossia, i Longobardi "con le fulve capigliature irte per la paura").
Negli stessi anni, sempre in contesto poetico elevato, il costrutto ricorre nel Leopardi delle Canzoni, con tre esempi coordinati: "[Simonide] di lacrime sparso ambe le guance, / e il petto ansante, e vacillante il piede, / toglieasi in man la lira" (All'Italia, vv. 81-83). Ma è notevole l'occorrenza del Manzoni nella prosa dei Promessi Sposi: "andava dinanzi una lunga schiera di popolo, donne la più parte, coperte il volto d'ampi zendali" (capitolo XXXII; il tratto stilistico insolitamente sostenuto è qui coerente con la digressione storica della peste, argomento tragico in senso retorico). Il costrutto ricorre spesso, più prevedibilmente, nel linguaggio superbamente classicheggiante delle poesie del Carducci: "i bei giovenchi dal quadrato petto, / erti sul capo le lunate corna" (Alle fonti del Clitumno, vv. 17-18); "Ma su' dischiusi tumuli per quelle / chiese prostesi in grigio sago i padri, / sparsi di turpe cenere le chiome / nere fluenti" (La chiesa di Polenta, vv. 41-44); «O tu azzurro il crine e il dosso / bel cavallo, a me, a me!» (La moglie del Gigante, vv. 13-14); "Garzoni e donne a schiera / verranno a te, fiorite i lunghi crini / d'aulente primavera" (In morte di Giovanni Cairoli, vv. 46-48); "le fiere vergini / attorte in nere bende la fulvida / chioma" (Cadore, vv. 137-139). 
Ne fa uso ancora Giovanni Pascoli, pur nel contesto apparentemente humilis (ma in realtà letteratissimo e allusivamente classicheggiante) delle Myricae: "Solo tra l'arche errava un cappuccino: / […] bianco la barba e gli occhi d'un turchino / vuoto, infinito" (Pervinca, vv. 9-12); "O vecchio bosco..., in te... vive la ninfa, ... bionda tra le interrotte ombre i capelli" (Il bosco, vv. 1,5,7 e 8); "Fiore di carta rigida, dentato / i petali di fini aghi" (Fior d'acanto, vv.1-2). Si noti, nell'esempio precedente e nel prossimo, l'estensione dell'uso a soggetti non animati: "vi riconosco, o memori Cesane  / folte di lazzi cornïoli i borri / e d'avellane"; ossia: "vi riconosco, colline Cesane (presso Urbino), con i vostri burroni (borri) folti di cornioli (dai frutti) aspri (lazzi)" (Campane a sera, vv. 30-32). Ancora un esempio nei Nuovi Poemetti (1909; Piètole, vv. 3-4): "E piena d'api i fiori, / la siepe manda un lieve suo sussurro" (ovvero: "la siepe, con i fiori pieni di api, manda ecc.").
Ancora nel Novecento ricorrono esempi in poesia (Guido Gozzano: "Le querule [rane] presaghe della pioggia /.../ stavano tronche il collo", 1914, Storia di  cinquecento Vanesse, vv. 15-17) e anche nella narrativa, come nel seguente passo di Riccardo Bacchelli: "un uomo giovane tarchiato [...] giaceva supino nel fondo della stiva, nudo i piedi" (Il mulino del Po, 1938-1940; l'esempio ha tutto il sapore di una rimembranza scolastica formulare: puella nuda pedes).
Va peraltro osservato che molti casi in cui si potrebbe parlare di accusativo alla greca si confondono con costruzioni subordinate implicite (continuazione dell'ablativo assoluto latino), che in italiano sono piuttosto frequenti: ad esempio, per restare al Manzoni, "vòlti i guardi al varcato Ticino" (in Marzo 1821) potrebbe essere un caso di accusativo alla greca ("rivolti con lo sguardo...") ma potrebbe anche essere inteso come "con gli sguardi rivolti...", con una costruzione quindi analoga a "vista la mala parata, se ne sono andati", e simili. Oppure, nella prosa molto sorvegliata di una traduzione del Fedro di Platone: "l'auriga alla vista del volto amoroso, tutto infiammato l'animo di quella sensazione, è invaso dalla smania e dal pungolo della passione". Analoghi i seguenti esempi tratti da Il nome della rosa di Umberto Eco (1980): "corpi e membra abitati dallo Spirito, illuminati dalla rivelazione, sconvolti i volti dallo stupore, esaltati gli sguardi dall'entusiasmo, [...] eccoli tutti cantare con l'espressione dei visi" ("con i volti sconvolti...", "con gli sguardi esaltati", ecc.). In tutti questi esempi, peraltro, si osservi che in luogo dell'aggettivo viene sempre utilizzato un participio passato (vòlti, vista, infiammato, sconvolti, esaltati), spesso accompagnato da un complemento di causa efficiente, ciò che induce a intenderli piuttosto come costrutti verbali.
Oggi, in italiano, l'accusativo di relazione si offre spesso spontaneamente ai traduttori di testi latini per riprodurre in qualche modo, con una procedura imperfetta di calco grammaticale, l’aura poetica dell’originale. Frequente è pertanto l’utilizzo in Luca Canali, scrittore e letterato, nonché traduttore raffinato di classici latini. I seguenti esempi sono tratti dalla sua versione delle Georgiche di Virgilio: "né alcuno applichi la falce sotto le spighe mature, / prima che, cinto le tempie d’una corona di quercia, / si sfreni in rozzi balli" (Libro I, vv. 347-350; nel testo originale: quisquam / … torta redimitus tempora quercu); "Intorno a lei le Ninfe filavano lane / ... le splendide chiome sciolte sui candidi colli" (Libro IV, vv. 334-337; in latino: Nymphae … / caesariem effusae nitidam per candida colla); "Vedeva sotto la grande terra tutti i fiumi / scorrere in direzioni diverse... / e dorato le corna l’Eridano dal capo taurino" (Libro IV, vv. 366-371; nel testo latino: gemina auratus taurino cornua vultu / Eridanus).